# مجموعة كورونا
في الرياضيات، كورونا أو مجموعة كورونا لـ الفضاء الطوبولوجي X هي مجموعة مكملة βX\X للفضاء في رص سـتون ـ شـيك βX الخاصة بها.
حيث كان يُطلق على الفضاء الطوبولوجي المتراص-σ إذا كان هو اتحاد الحسابي للعديد من الفضاءات الجزئية لـ المتراص والمتراص المحلي إذا كانت كل نقطة لها جوار مع دمج الغالق. لذا تُعتبر مجموعة كورونا الخاصة بالمتراص-σ والمتراص المحلي فضاء هاوسدورف هي فضاء ستونين الجزئي، أي أن أي اثنين من المجموعات الجزئية مفتوح للمتراص-σ مفكك لديها غالق المتراص المفكك.